# Oskar Beier (Politiker)
Karl Emil Oskar Beier (* 3. Mai 1875 in Sayda; † 20. April 1941 in Dresden-Bühlau) war ein deutscher Politiker (Wirtschaftspartei) und Mitglied des Reichstages.

## Leben
Nach dem Besuch der Volksschule in Dresden absolvierte Beier von 1889 bis 1893 eine Glaserlehre. Bevor er sich 1899 selbstständig machte, arbeitete er als Glasergehilfe in verschiedenen Städten in ganz Deutschland. Nach der Meisterprüfung, die er vor der Glaserinnung in Dresden ablegte, wurde Beier einer der Mitbegründer der Glasmalereianstalt Beier und Walther. Im sächsischen Raum lassen sich noch heute im öffentlichen bzw. sakralen Bereich Arbeiten dieser Firma finden, so zum Beispiel im Sächsischen Hauptstaatsarchiv in Dresden das sogenannte Wappenfenster, in der Kirche zu Graupa bei Dresden und der Heilandskirche in Dresden-Cotta sowie der Wittichenauer katholischen Pfarrkirche Mariä Himmelfahrt (Entwürfe Hubert Rüther).
1920 übernahm Beier das Amt des Obermeisters der Glaserinnung von Dresden. 1923 wurde er außerdem erster Vorsitzender des Verbandes sächsischer Glaserinnungen.
Als Mitglied der Reichspartei des deutschen Mittelstandes (Wirtschaftspartei) wurde Beier im Dezember 1924 in den Reichstag gewählt, in dem er bis zum September 1930 den Wahlkreis 28 (Dresden-Bautzen) vertrat.
Beier war Mitbegründer des Kreditstockes Sachsenkasse im Landesausschuss des Sächsischen Handwerks sowie der Baugenossenschaft des Dresdner Handwerks.
Sein jüngster Sohn war der Glasmaler Oskar Fritz Beier.